# Chiesa di San Lorenzo Martire (Talmassons)
La chiesa di San Lorenzo Martire è la parrocchiale di Talmassons, in provincia ed arcidiocesi di Udine; fa parte della forania del Friuli Centrale.

## Storia
La parrocchiale di Talmassons, dedicata a San Lorenzo Martire, fu edificata tra il 1783 e il 1784. La chiesa fu poi consacrata nel 1821, nel 1932-1933 venne fatto il primo restauro dell'intero edificio.
Intorno al 1990 e nel 2005 l'edificio è stato oggetto di importanti lavori di restauro conservativo della torre campanaria.

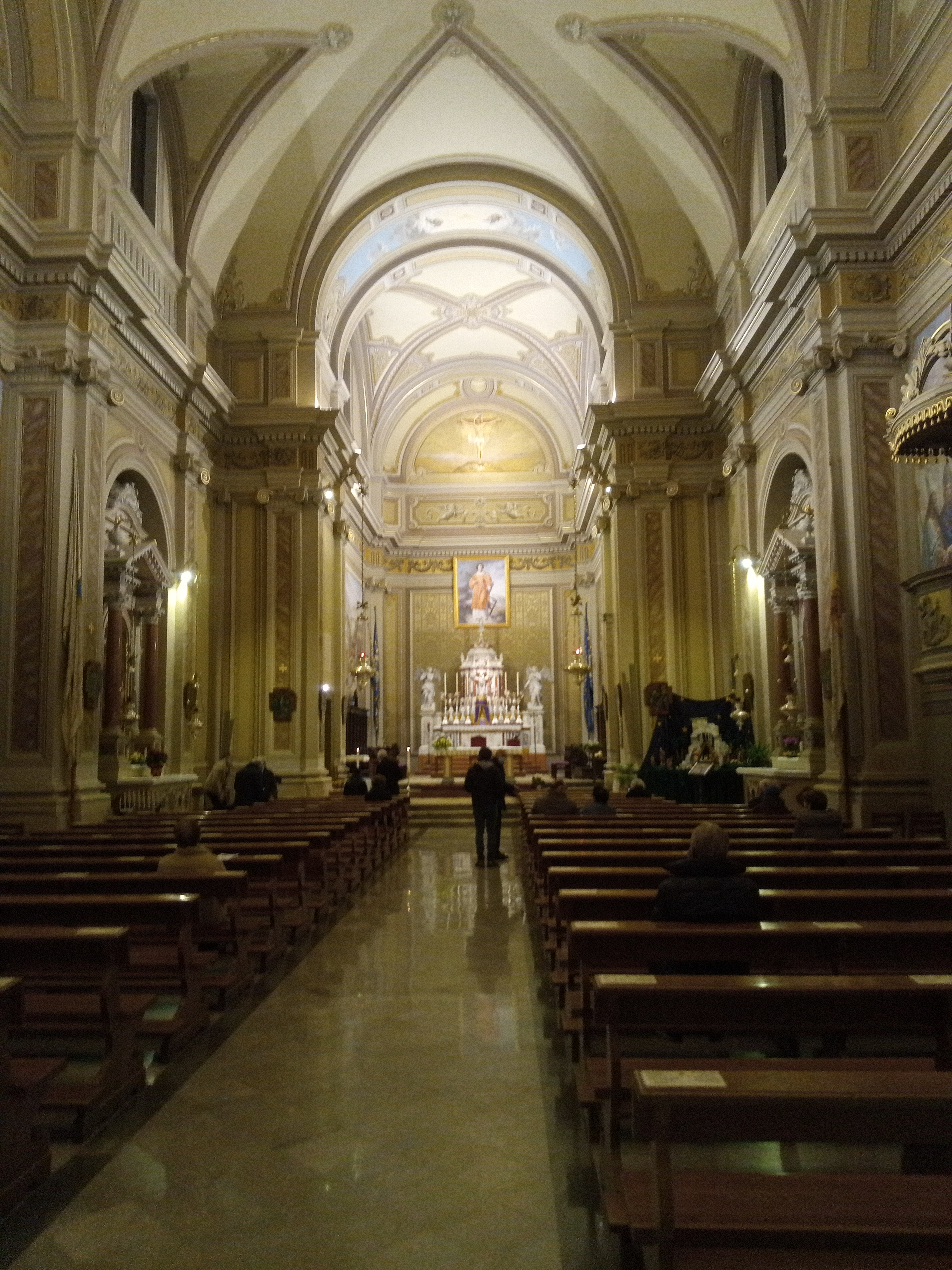
Vista dell'interno; non si vedono i grandi affreschi che decorano le pareti laterali

All'interno della chiesa si trovano degli affreschi dipinti da Rocco Pitacco intorno al 1850.
Di pregio sono anche gli altari laterali, un tempo posti nella chiesa di San Pietro di Udine, costruiti nel XVI secolo e attribuibili alla bottega di Bernardino da Bissone.
Sull'altare maggiore è posizionata una pala raffigurante il Martirio di San Lorenzo, opera del 1952 di Ernesto Mitri.